# Галловая кислота
Га́лловая кислота́ (3,4,5-триоксибензойная кислота или 3,4,5-тригидроксибензойная кислота) — органическая кислота, в природе встречающаяся в чае, дубовой коре, тунбергии, дубильных экстрактах.

## История
Галловая кислота была открыта Карлом Шееле в 1786 году в вытяжках из чернильных орешков (галлов, наростов на дубовых листьях) из-за чего её раньше называли также орешковой кислотой.

## Свойства
Образует кристаллогидрат с одной молекулой воды (C7H6O5·H2O) — бесцветные кристаллы, темнеющие на свету. Галловая кислота хорошо растворима в кипящей воде, спирте, хуже — в эфире, плохо — в холодной воде; константа диссоциации К = 3,9·10−5 (25 °C).
При нагревании (100—120 °C) галловая кислота теряет воду; tпл безводной галловой кислоты  равна 240 °C (с разложением).
Восстанавливает соли серебра и золота до металлов, ионы железа Fe3+ до Fe2+.
С хлорным железом даёт сине-чёрное окрашивание. При нагревании с концентрированной серной кислотой образует гексагидроксиантрахинон (руфигалловую кислоту).
При сухой перегонке галловой кислоты (в токе углекислого газа над пемзой при 190—215 °C) происходит её декарбоксилирование с образованием пирогаллола: C6H2(OH)3COOH → C6H3(OH)3 + CO2.

## Нахождение в природе
Сложные эфиры галловой кислоты содержатся в дубильных веществах и танине, которые находятся в чернильных орешках, листьях чая и сумаха, в дубовой коре, гвоздике, в почках берёзы Betula pendula Roth, коре корней гранатника.

## Получение
Соединение получают щелочным и ферментативным гидролизом танинов.

## Применение
Галловую кислоту применяют:
- в аналитической химии как реагент для фотометрического определения трёхвалентных висмута и церия,
- для синтеза красителей (антрагаллола, галлофлавина и др.) и лекарственных препаратов,
- в микроскопии,
- как деполяризатор при использовании методов электрохимического анализа,
- как цветообразователь в термочувствительной фотокопировальной бумаге,
- для синтеза пирогаллола.

Сложные эфиры галловой кислоты являются антиоксидантами.